# Settore Botanica
Il settore Botanica (in rumeno sectorul Botanica) è una suddivisione della municipalità di Chișinău, capitale della Moldavia, di 171 900 abitanti. Il settore comprende la parte sud-orientale della città e le cittadine di Sîngera e Băcioi, e al suo interno sono situate numerose aree verdi, tra le quali il giardino botanico e il parco Valea Trandafirilor, e l'aeroporto.

## Storia

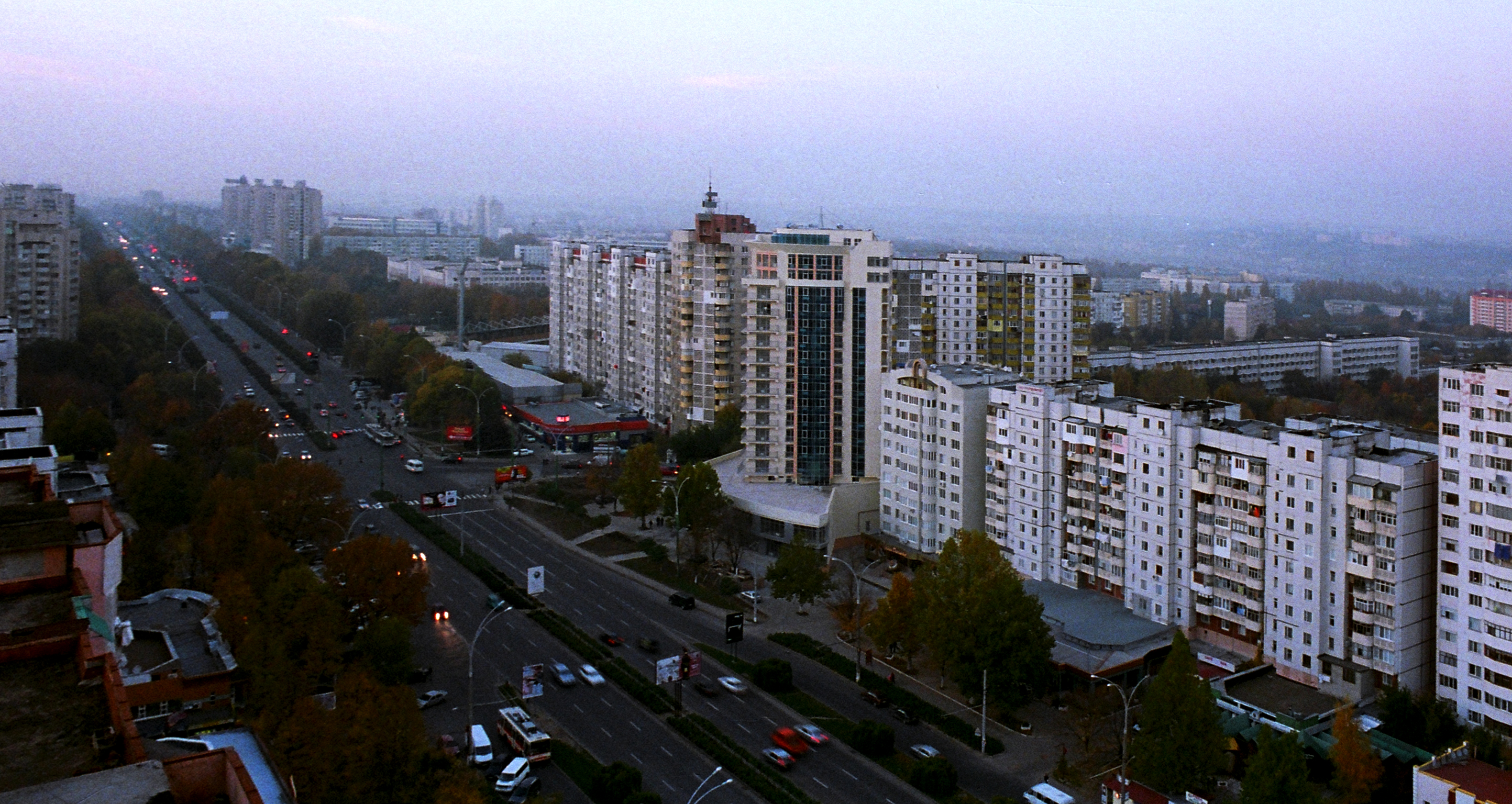
Bulevardul Dacia

Nell'area, nel 1842, venne aperta una scuola di orticoltura, con annessi edifici dedicati a uffici e dormitori, che oggi ospitano il CEITI (Centro di eccellenza in informatica e tecnologie dell'informazione). Grazie alla scuola di orticoltura, in seguito, fu fondato il primo orto botanico della Bessarabia, che fungeva da arboreto della scuola ed era chiamato ufficialmente "giardino inglese", sebbene la gente del posto preferisse la dizione "giardino botanico". Proprio da quel luogo proviene il nome dato al settore. I resti dell'antico giardino botanico si trovano nei pressi del CEITI e del CET (Centro di eccellenza nei trasporti).
A partire dagli anni '60 del secolo scorso, Botanica è diventata una notevole area residenziale, ulteriormente amplificata con la costruzione della strada che collega la zona con l'aeroporto. Nel 1964 il giardino botanico venne trasferito alle porte della città, con una dotazione terriera più grande (104 ha).
Il settore Botanica è stato costituito a seguito del decreto del Presidium del Soviet Supremo della RSS Moldava n. 1494-IX del 23 marzo 1977.

### Simboli

#### Stemma
(Presidente della Repubblica di Moldavia, D.P. n. 1475 del 2 marzo 2020)

#### Bandiera
(Presidente della Repubblica di Moldavia, D.P. n. 1475 del 2 marzo 2020)

## Monumenti e luoghi di interesse

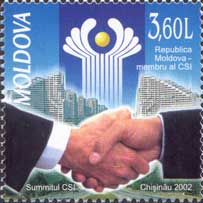
Le "porte della città" su un francobollo

Porțile orașului (le porte della città)considerate il "biglietto da visita" della città a causa della posizione (all'inizio della città, per chi proviene dall'aeroporto), sono due grandi edifici gradinati di 24 piani, alti 70 m, situati ai lati di Bulevardul Dacia. Le due costruzioni hanno la forma di un cancello aperto e sono adibiti ad edifici residenziali. Le due "porte" sono perfettamente simmetriche e sono state costruite in 2 anni, con i primi residenti che si sono trasferiti a partire dal 1987.

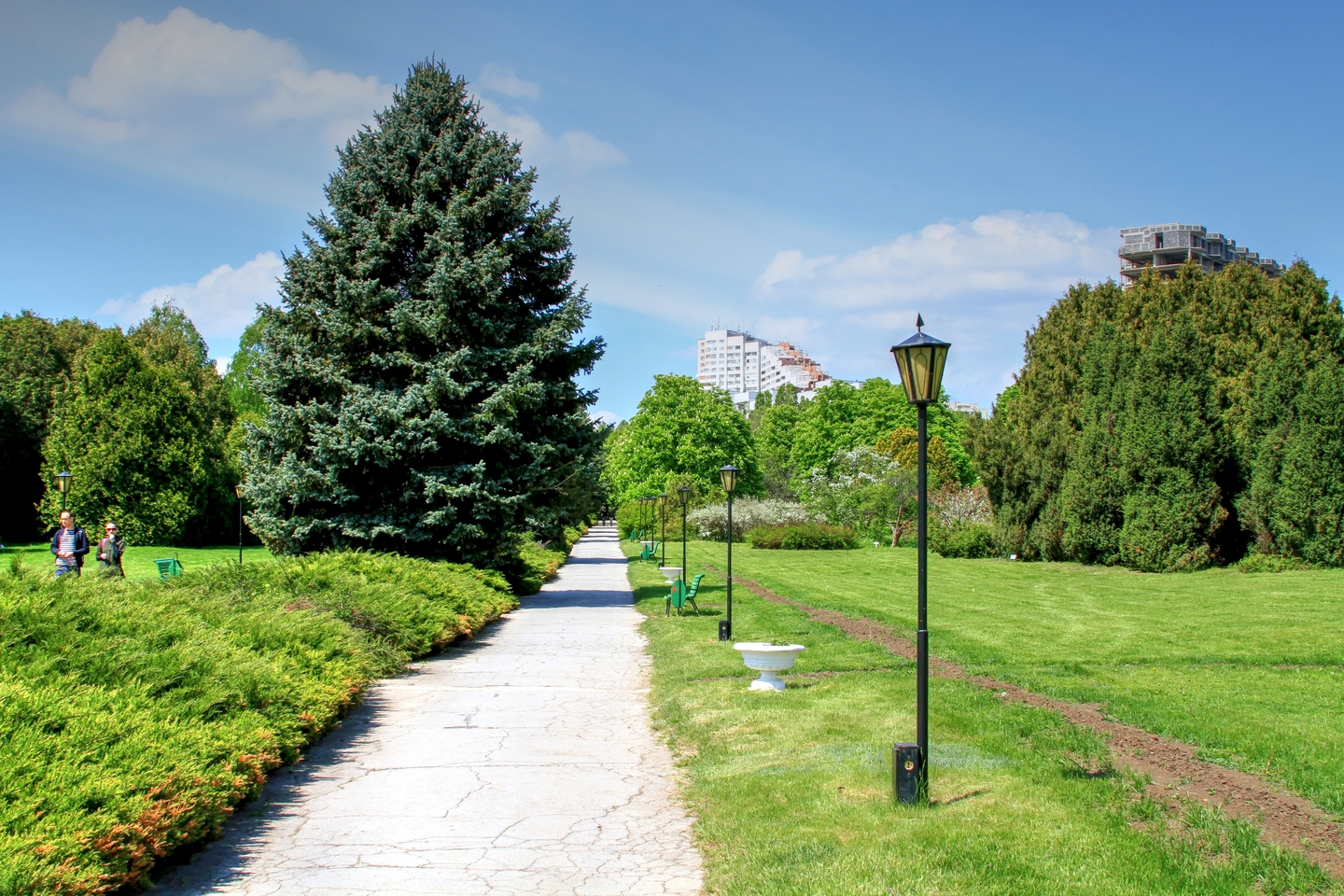
Un sentiero all'interno del giardino botanico

il Giardino botanico nazionaleamministrativamente parte dell'Accademia delle Scienze della Moldavia, è grande 104 ha (1.04 km²) ed è il principale istituto di ricerca botanica del Paese. Il suo ingresso è situato in Strada Grădina Botanică. Negli anni '60 del Novecento fu assegnato l'attuale appezzamento al giardino e avvenne il trasferimento alle porte della città. Nel 2017 in Moldavia c'è stata un'intensa nevicata che ha colpito anche Chișinău: a causa di ciò, il giardino botanico ha subìto la perdita dell'80% degli alberi e degli arbusti ornamentali e le visite sono state sospese. Nonostante questo, il giardino si è lentamente ripreso.

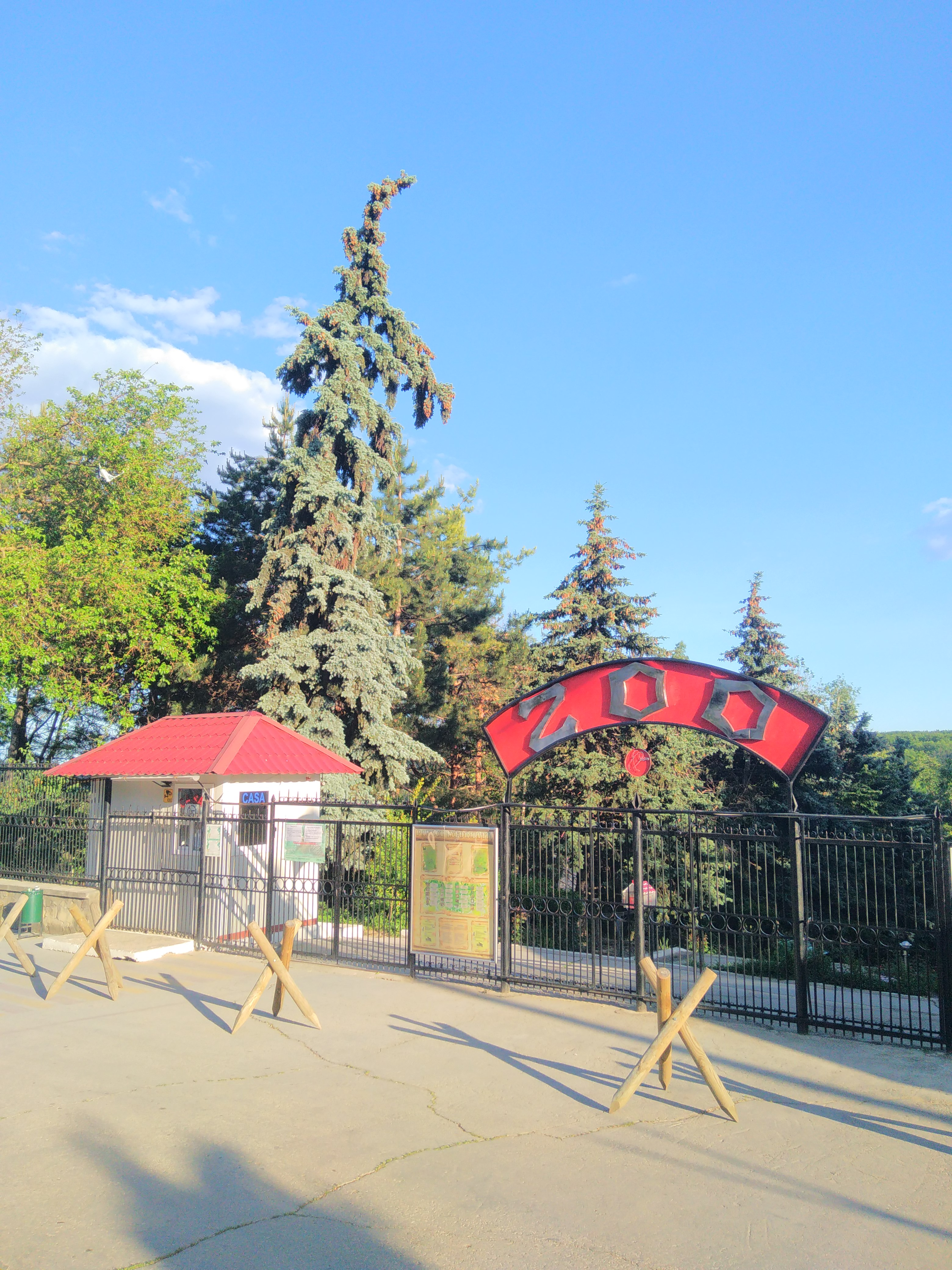
L'ingresso dello zoo

lo zooè stato fondato nel 1978 ed è situato lungo Bulevardul Dacia. Ricopre una superficie di circa 24 ha ed è situato nei pressi del giardino botanico. L'attività dello zoo è coordinata con l'Accademia delle Scienze della Moldavia e il ministero dell'ambiente.
il parco e i laghi Valea Trandafirilor (Valle delle Rose)il parco si estende su una superficie di 145 ha, 9 dei quali di acqua; venne realizzato nel 1968 in un'area dove si coltivavano rose e venne inaugurato l'anno successivo. Durante la RSS Moldava il parco si chiamava Parcul orășenesc de cultură și odihnă „Lenin” (Parco cittadino della cultura e del tempo libero "Lenin"). Ai margini del parco, lungo Strada Trandafirilor, si trova un memoriale dedicato alle vittime del disastro nucleare di Černobyl'.
lo stadio Zimbrucostruito tra il 2004 e il 2006, ha una capienza di 10 400 spettatori ed è situato su un lato di Bulevardul Dacia. Si tratta dello stadio dello Zimbru Chișinău, che milita nella massima divisione calcistica del Paese, la Super Liga, ed è il secondo club moldavo più titolato, dopo lo Sheriff Tiraspol.

## Infrastrutture e trasporti
Botanica è collegata col resto della città tramite la rete di bus e la filovia, i cui percorsi nel settore costituiscono i segmenti meridionali delle linee che arrivano al centro e al nord della capitale. Nel settore ha sede anche il parcheggio dei filobus n.2 di Chișinău.
Nel settore è situato l'aeroporto internazionale cittadino, l'unico attualmente attivo per regolari voli commerciali in Moldavia. Lo scalo era sede della compagnia aerea di bandiera Air Moldova fino al 2023, quando ha sospeso le operazioni a causa di problemi finanziari.

### Esplicative
1. 1 2  191 700 se si includono le città di Sîngera e Băcioi

### Bibliografiche
1. ↑  (RO) Chișinău în cifre (PDF), su statistica.gov.md, 2017. URL consultato il 14 febbraio 2025.[N 1]
2. 1 2 3 4 5 6 7 8 9  (RO) Scurt istoric al sectorului Botanica, su botanica.md. URL consultato il 15 febbraio 2025.
3. 1 2 3  (RO) Botanica - fosta zonă cu vile a nobilimii din Chișinău, su noi.md, 3 febbraio 2020. URL consultato il 15 febbraio 2025.
4. 1 2  (RO) DP1475/2020, su legis.md, 2 marzo 2020. URL consultato il 14 febbraio 2025.
5. 1 2  (RO) Cum arăta intrarea în Chișinău pînă să apară "Porțile Orașului", su noi.md, 23 settembre 2023. URL consultato il 15 febbraio 2025.
6. 1 2 3  (EN) City Gate, su visit.chisinau.md. URL consultato il 15 febbraio 2025.
7. 1 2 3  (EN) Botanical Garden, su visit.chisinau.md. URL consultato il 15 febbraio 2025.
8. ↑  (RO) Vreţi să ajutaţi Grădina Botanică? Alăturaţi-vă!, su noi.md, 24 aprile 2017. URL consultato il 15 febbraio 2025.
9. 1 2  Postolache, 2017, pagg. 164-171.
10. 1 2  (RO) Tanya Babyjohnson, Parcurile din Chișinău. Valea Tradafirilor, su ecology.md, 17 luglio 2012. URL consultato il 15 febbraio 2025 (archiviato dall'url originale il 15 marzo 2013).
11. ↑  ESM, 1972.
12. ↑  (EN) First Division Clubs in Europe (PDF), su uefa.com, 2011,  p. 70. URL consultato il 15 febbraio 2025.
13. ↑  (RO) Transport map, su rtec.md. URL consultato il 15 febbraio 2025.
14. ↑  (RO) Întreprinderea Municipală "Regia Transport Electric Chişinău", su chisinau.md, 13 ottobre 2010. URL consultato il 15 febbraio 2015.
15. ↑  (CS) Air Moldova prodloužila přerušení letů až do poloviny července, su airways.cz. URL consultato il 15 febbraio 2025.
16. ↑  (EN) Dominik Sipinski, Air Moldova unlikely to restart, su ch-aviation.com, 23 giugno 2023. URL consultato il 15 febbraio 2025.